# Registro delle imprese
Il registro delle imprese è un registro informatico pubblico al quale le imprese italiane, le imprese estere con sede o unità locale in Italia e gli altri enti (per esempio fondazioni e associazioni) che esercitano un'attività economica rivolta a terzi sono tenuti ad iscriversi e funge anche da strumento di pubblicità giuridica.
Tale registro è tenuto dalle camere di commercio italiane su base provinciale, interconnesse tramite la loro società di informatica, InfoCamere S.C.p.A., ed è consultabile telematicamente sul sito ufficiale. Le imprese registrate attualmente sono circa 6 milioni.
Al momento dell'iscrizione l'impresa deve dichiarare il possesso dei requisiti di legge previsti (es. versamento del capitale sociale, iscrizione ad albi e ruoli o titoli di studio abilitanti). Il Registro Imprese esegue un controllo formale su quanto dichiarato o prodotto dall'impresa. Sono escluse dall'iscrizione le libere professioni ordinistiche (es. medici, avvocati), salvo il caso di esercizio di attività d'impresa (es. direzione di clinica privata). 
Il Registro Imprese costituisce la fonte primaria di certificazione dei dati costitutivi delle imprese e dei soggetti economici iscritti, così come le anagrafi comunali lo sono per i dati dei cittadini.

## Storia
Previsto inizialmente dal Codice civile del 1942, venne attuato completamente soltanto con la legge 29 dicembre 1993, n. 580, e reso operativo in forma cartacea con il DPR n. 581 del 1995; il registro delle imprese è pubblico ed unifica quelli che un tempo erano il registro delle società – tenuto dalle cancellerie commerciali dei tribunali – e il registro ditte, tenuto originariamente dalle camere di commercio.
In esso sono conservati a norma di legge, in forma informatica tutti gli atti e documenti inerenti alla vita delle imprese, assicurando la completezza ed organicità della pubblicità legale per tutte le imprese soggette ad iscrizione.
Dal 1996 al 2010 il Registro imprese è divenuto progressivamente telematico: dal 1º aprile 2010 per effettuare iscrizioni o variazioni nel registro delle imprese delle Camere (ma anche per gli archivi pubblici di Inps, Inail e Agenzia delle entrate) va utilizzata obbligatoriamente la procedura telematica chiamata "ComUnica".
Il registro è divenuto di fatto obbligatorio a partire dal lancio della sua versione telematica nel 1997. Il D.P.R. 53/1999 ha semplificato ridotto a una le quattro sezioni esistenti nel registro (imprenditori agricoli, piccoli imprenditori, società semplici e imprese artigiane o consorzi). Il d.P.R. n. 361/2000 ha semplificato le regole per il riconoscimento della personalità giuridica subordinata alla presentazione di una domanda in prefettura che entro 120 giorni provvede all'iscrizione nel registro delle imprese, abrogando quella che in precedenza era una concessione discrezionale da parte della pubblica amministrazione.
A seguito del D.lgs. n.59/2010 e dei DM 26 ottobre 2011 il Registro Imprese ha assunto anche le funzioni ricoperte dagli ex Ruoli degli Agenti di commercio, degli Agenti d'affari in mediazione e degli spedizionieri autorizzati, per cui effettua il controllo sia in fase di inizio attività con SCIA, sia periodico (revisione dinamica) dei requisiti abilitanti di questi soggetti.

## Organi
Il Registro delle Imprese è retto dal "Conservatore", le cui funzioni sono ricoperte di solito dal Segretario generale della Camera di commercio o da un dirigente camerale. Il conservatore della Camera di commercio ha il potere di respingere (rifiuto di iscrizione) le richieste di iscrizione non conformi e di inibire le attività delle imprese prive dei requisiti di legge; il richiedente, in caso di iscrizione errata o di mancata iscrizione di un dato nel Registro, decide in merito il Conservatore. In caso di non accoglimento della richiesta o nel caso il Conservatore non possa decidere nel merito (es. controversia tra soci) ci si deve rivolgere ad un organo speciale di giurisdizione, il Giudice del registro, presso il Tribunale competente. In caso di controversie societarie è possibile rivolgersi al competente Tribunale delle imprese o presso il TAR per i ricorsi amministrativi.

## Soggetti e atti obbligati
L'iscrizione è obbligatoria per tutti i seguenti soggetti: tutti gli imprenditori individuali commerciali non piccoli, tutte le società, tranne la società semplici, anche se non svolgono attività commerciale; i Gruppo europeo di interesse economico (GEIE) con sede in Italia; gli enti pubblici che hanno per oggetto prevalente o esclusivo lo svolgimento di un'attività commerciale; le società estere con sede dell'amministrazione in Italia.
Gli atti soggetti a registrazione riguardano: gli elementi di individuazione dell'imprenditore e dell'impresa; la struttura e l'organizzazione della società; tutte le modifiche di tali dati che intervengono nel corso della vita dell'impresa o della società.

## Sezioni
Il registro imprese è diviso in una sezione ordinaria e in diverse sezioni speciali (inizialmente erano previste 4 sezioni speciali successivamente accorpate a partire dal 1998; leggi successive hanno poi aumentato il numero delle sezioni speciali.

### Sezione ordinaria
Nella sezione ordinaria si iscrivono:
- imprenditori individuali esercenti imprese commerciali di non modeste dimensioni (ex art.2195 c.c.);
- società di persone (tranne la società semplice);
- società di capitali;
- consorzi fra imprenditori con attività esterna;
- i gruppi europei di interesse economico con sede in Italia (G.E.I.E.);
- gli enti pubblici che hanno per oggetto esclusivo o principale un'attività commerciale;
- le società estere che hanno in Italia la sede dell'amministrazione, ovvero l'oggetto principale della loro attività;

L'iscrizione alla sezione ordinaria produce effetti di pubblicità legale dichiarativa per tutti gli imprenditori iscritti eccetto le società di capitali, per le quali l'iscrizione ha effetto di pubblicità legale costitutiva.

### Sezione speciale
Alla I sezione speciale si iscrivono, con diverse qualifiche:
- imprenditori agricoli individuali (persone fisiche e persone giuridiche)
- piccoli imprenditori commerciali
- le società semplici (iscrizione facoltativa, ex art. 2251 c.c.[4])
- imprenditori artigiani

Nella II sezione speciale si iscrivono:
- società tra professionisti (società tra avvocati)

La III sezione speciale è destinata alla pubblicità dei legami di gruppo:
- società o enti che esercitano attività di direzione e coordinamento e quelle che vi sono soggette

La IV sezione speciale è destinata invece alle imprese sociali (Art. 5 D.Lgs. 155/2006):
- Le organizzazioni private qualificabili come “imprese sociali” ai sensi del D. Lgs. 155/2006 sono tenute ad iscriversi nella sezione speciale delle imprese sociali.

Nella V ed ultima sezione speciale vanno iscritti:
- Gli atti di società di capitali in lingua comunitaria diversa dall'italiano

Art. 2250 c.c. (come modificato dall'art. 42 della legge 88/2009)
Le società di capitali hanno la facoltà di pubblicare in questa sezione speciale la versione in lingua comunitaria diversa dall'italiano degli atti iscritti o depositati nel registro imprese. L'efficacia di questo adempimento è asimmetrica: la società non può opporre a terzi le eventuali difformità tra la versione italiana e quella in lingua straniera, mentre i terzi possono avvalersene (in sostanza, i terzi possono scegliere tra le due versioni quella per essi più vantaggiosa).
L'iscrizione alla sezione speciale ha effetti di pubblicità notizia per tutte le imprese eccetto le società semplici esercenti attività agricola e gli imprenditori agricoli individuali anche piccoli (d.lgs. 228/2001)

## Consultazione
Nato in modalità informatica per espressa volontà del legislatore, l'aspetto informatico del registro delle imprese è stato realizzato da InfoCamere ScpA per conto delle Camere di Commercio che ne gestisce l'archivio secondo tecniche informatiche. La tempestività dell'informazione giuridico-economica sulle imprese è garantito dai singoli uffici del registro delle imprese i quali hanno cinque giorni per l'evasione delle principali pratiche telematiche, così come disposto dal regolamento di attuazione del registro delle imprese.
L'accesso all'interrogazione dei registri delle camere di commercio per ottenere visure (visura camerale), bilanci, protesti e altri tipi di atti o informazioni presenti negli archivi camerali è possibile oltre che allo sportello, anche in tempo reale via Internet tramite il relativo portale web con la registrazione al servizio "Telemaco".
Dal registro delle imprese è possibile ottenere informazioni dettagliate su singole imprese (natura giuridica, data di costituzione e capitale sociale, codice fiscale, attività svolta, organi sociali, poteri di rappresentanza associati agli organi sociali, numero addetti, eccetera), elenchi di aziende selezionate in base a vari parametri di ricerca combinabili tra loro (localizzazione geografica, natura giuridica, settore di attività) e conoscere le variazioni più importanti relative alla vita delle singole aziende (cessazione, liquidazione, fallimento, variazioni delle cariche, trasferimenti).
I prospetti ottenibili dal registro imprese sono:
- tutti i tipi di certificati e visure (ordinari, storici, di deposito ecc.), anche in lingua inglese
- copie degli atti e dei bilanci
- elenchi di imprese
- schede sintetiche sulle persone e sulle imprese iscritte
- schede sui soci.

Accanto al registro delle imprese, e in modo ad esso complementare, viene tenuto il repertorio economico amministrativo: si tratta della raccolta di notizie economiche ed amministrative, come numero di unità locali, attività economica effettivamente svolta nella sede legale, classificazioni ATECO e Istat, ecc.
Di norma, il registro può accogliere solamente quelle iscrizioni e/o modificazioni nei dati dei soggetti obbligati espressamente previste dalla legge (principio di tipicità dell'atto e del diritto amministrativo).
Il registro delle imprese pone in atto una forma di pubblicità legale, destinata a rendere noti atti o fatti della vita dell'impresa secondo forme e modi disciplinati dalla legge. Le informazioni da esso prodotte sono certificate e aventi valore legale probatorio sia nei rapporti di diritto pubblico (fra privati e pubbliche amministrazioni, anche in sede giudiziale) sia nei rapporti di diritto privato (fra due o più persone fisiche o giuridiche). Tali rapporti comprendono quelli di natura contrattuale. Il registro garantisce la conoscibilità legale , vale a dire l'opponiblità a chiunque degli atti o fatti resi conoscibili: le informazioni ed eventuali copie conformi fornite assumono la medesima forza di un atto amministrativo opponibile a terzi.